# Чемпионат мира по фехтованию 1929
Чемпионат мира по фехтованию 1929 года проходил в Неаполе (Королевство Италия); на момент проведения он считался европейским турниром, а статус чемпионата мира ему был присвоен задним числом в 1937 году. Среди мужчин соревнования проходили в личном и командном зачёте по фехтованию на рапирах, в личном зачёте по фехтованию на саблях и шпагах, среди женщин — только личное первенство на рапирах.

## Общий медальный зачёт
| Место | Страна              | Золото | Серебро | Бронза | Всего |
| ----- | ------------------- | ------ | ------- | ------ | ----- |
| 1     | Королевство Италия  | 2      | 2       | 2      | 6     |
| 4     | Франция             | 1      | 1       | 0      | 2     |
| 3     | Королевство Венгрия | 1      | 0       | 3      | 4     |
| 4     | Германия            | 1      | 0       | 0      | 1     |
| 5     | Бельгия             | 0      | 1       | 0      | 1     |
| 5     | Нидерланды          | 0      | 1       | 0      | 1     |
| Всего | Всего               | 5      | 5       | 5      | 15    |

## Медалисты

### Мужчины
| Дисциплина                  | Золото | Серебро                                                                   | Бронза                                                                                              |
| --------------------------- | --- | ------------------------------------------------------------------------- | --------------------------------------------------------------------------------------------------- |
| Шпага Личное первенство     | Филипп Катьо | Франко Риккарди                                                           | Марчелло Бертинетти                                                                                 |
| Рапира Личное первенство    | Оресте Пулити | Филипп Катьо                                                              | Джулио Гаудини                                                                                      |
| Рапира Командное первенство | Италия · Данте Карниэль · Джулио Гаудини · Никола Джираче · Джоаккино Гваранья · Густаво Марци · Уго Пиньотти · Оресте Пулити · Чиро Верратти | Бельгия · Раймон Брю · Бальтазар де Бёкелаэр · Шарль Дебёр · Роберт т’Сас | Венгрия · Янош Хайду · Отто Хатц · Густав Кальницки · Дьёрдь Розгоньи · Дьёрдь Пиллер-Йекельфалушши |
| Сабля Личное первенство     | Дьюла Гликаиш | Густаво Марци                                                             | Аттила Печауэр                                                                                      |

### Женщины
| Дисциплина               | Золото       | Серебро        | Бронза       |
| ------------------------ | ------------ | -------------- | ------------ |
| Рапира Личное первенство | Хелена Майер | Йоханна де Бур | Маргит Даньи |